# Agata Bogacka
Agata Bogacka (ur. 5 lutego 1976 w Warszawie) – polska malarka, rysowniczka i fotografka.

## Życiorys
Ukończyła Wydział Grafiki na Akademii Sztuk Pięknych w Warszawie w 2001.

## Malarstwo

### Malarstwo figuratywne
Początki aktywności Bogackiej to lata 2000. Malarka rejestrowała wtedy na płótnach najbliższą sobie rzeczywistość – przyjaciół w intymnych sytuacjach, życie warszawskiej klubowej bohemy oraz samą siebie. Maluje farbami akrylowymi na płótnie, z celowo zredukowaną dokładnością detali.
Prace Bogackiej zbudowane są przy pomocy konturu i płaskich plam barwnych, co ma przywoływać sposób obrazowania kultury popularnej oraz nadawać efekt odrealnienia. Do najbardziej znanych prac artystki należą autoportrety z cyklu Ja krwawię! (2002-2003), szczególnie te z użyciem lustra, np. Rzeczywiście, młodzi są realistami (2003), czy wskazaniem na kobiecą fizjologię, np. Krew i Mocz (2003). Stały się one podstawą do interpretowania twórczości artystki  w odniesieniu do psychoanalizy i teorii feministycznych. Jej realizacje są także uważane za symboliczny portret pokolenia trzydziestolatków, zblazowanych, samotnych, nie mogących odnaleźć się w zastanej rzeczywistości i przypisanych im rolach.
W 2003 w Centrum Sztuki Współczesnej odbyła się pierwsza indywidualna wystawa artystki pt. Ja krwawię!. Twórczość Bogackiej szybko dostrzegły krytyka i media. Jej obrazkowe felietony publikowane były na łamach „City Magazine” – nieistniejącego już bezpłatnego miesięcznika kulturalnego dystrybuowanego w klubach największych polskich miast, oraz „Wysokich Obcasów” – dodatku do „Gazety Wyborczej”. Oprócz malarstwa tworzy rysunki i fotografuje.

### Malarstwo abstrakcyjne
W 2007 malarka odeszła od przedstawiania figur ludzkich (wtedy namalowała swój ostatni obraz figuratywny) na rzecz bardziej abstrakcyjnych motywów. W kolejnych latach coraz bardziej upraszczała kompozycję, eksperymentowała z różnymi motywami np. pejzażami. Po 2016 r. maluje głównie abstrakcje. 
Jej obrazy abstrakcyjne to często złożone połączenia różnych figur geometrycznych, warstw i płaszczyzn farb oraz przenikających się gradientów. 
Współpracowała z Galerią Raster, galerią Meyer Kainer w Wiedniu, galerią Pola Magnetyczne oraz Aando Fine Art w Berlinie. 
Od 2021 reprezentowana jest przez Gunia Nowik Gallery.

## Życie prywatne
Mieszka i pracuje w Warszawie. 
W 2023 dokonała coming outu jako lesbijka.

## Wybrane wystawy indywidualne
- 2025 Equality Lack, CSW Zamek Ujazdowski, Warszawa[9][10][11]
- 2022 Fields of Conflict, Edel Assanti, Londyn[12]
- 2021 Widok podzielony, Biuro Wystaw Artystycznych, Tarnów[13]
- 2020 Demonstracja obrazów, Galeria Pola Magnetyczne, Warszawa[6]
- 2020 Compositions of Dependencies, GLASSYARD, Budapeszt[14]
- 2018 Związek, Galeria Pola Magnetyczne, Warszawa[15]
- 2011 Pamiętniki, Zachęta, Warszawa[16]
- 2009 Spacer, Galeria Platan, Budapeszt
- 2009 Powroty, Galeria Bwa, Zielona Góra
- 2009 Plan podróży, Galeria Arsenał, Białystok[17];
- 2007 Druga połowa serca, Galeria Potocka, Kraków;
- 2006 Serce, Galeria Raster, Warszawa;
- 2005 Did you love me?, Galerie Meyer Kainer, Wiedeń[18];
- 2005 fresk, Teatr Rozmaitości w Warszawie;
- 2004 Et si je te faisais traverser le pont?, CAC Roubaix, Francja;
- 2004 Najkrótsza droga do domu, Galeria Raster, Warszawa[19];
- 2003 Chodź ze mną, Instytut Polski w Berlinie;
- 2003 Ja krwawię!, Centrum Sztuki Współczesnej Zamek Ujazdowski, Warszawa[20].

## Wybrane wystawy grupowe
- 2023
  - Stories of Lasting, Gunia Nowik Gallery, Warszawa[21]
- 2022
  - Kinds of Love, Gunia Nowik Gallery, Warszawa;
- 2016
  - Artyści z Boreliozą, Galeria Dawid Radziszewski, Warszawa[22];
- 2006
  - Is it better to be a good artist or a good person?, Galeria Raster w Rental Gallery, Los Angeles, USA;
  - Malarstwo polskie XXI wieku, Zachęta Narodowa Galeria Sztuki, Warszawa;
  - Welcome to the media!, Królikarnia, Warszawa;
- 2005
  - Egocentryczne, niemoralne, przestarzałe, Zachęta Narodowa Galeria Sztuki, Warszawa;
  - Portrait, Galerie Meyer Kainer, Wiedeń;
  - Malarstwo jako zimne medium, Galeria Piekary, Poznań;
- 2004
  - Piękno, czyli efekty malarskie, Galeria Bielska BWA, Bielsko-Biała;
  - Randka w ciemno, CSW Zamek Ujazdowski, Warszawa;
- 2003
  - Sztuka pięknych artystek (z A. Baumgart), przestrzeń miejska, Warszawa;
- 2002
  - Rzeczywiście, młodzi są realistami, Centrum Sztuki Współczesnej Zamek Ujazdowski, Warszawa;
  - Blok. Osiedle. Mieszkanie, Galeria Działań/Galeria Raster, Warszawa;
  - Świeżomalowane, Galeria Karowa, Warszawa.